# 箕輪町 (群馬県)
箕輪町（みのわまち）は群馬県の中部、群馬郡に属していた町。

## 地理
- 河川 - 井野川、榛名白川

## 歴史
- 1889年（明治22年）4月1日 町村制施行により、西明屋村、東明屋村、上芝村、下芝村、矢原村、金敷平村、松之沢村が合併し西群馬郡箕輪町が成立する。
- 1896年（明治29年）4月1日 郡統合（西群馬郡と片岡郡の統合）により群馬郡に属する。
- 1955年（昭和30年）4月1日 車郷村と合併し箕郷町となる。